# Brescia
Brescia je grad i općina u Lombardiji u sjevernoj Italiji. 
Grad leži u podnožju Alpa, ima 191.000 stanovnika, i po tome je drugi po veličini grad u Lombardiji, nakon Milana. Bresciu zovu Lavica Italije, zbog desetodnevnog ustanka koji se održao u gradu u proljeće 1849. protiv austrijske vlasti.
Grad je upravno središte pokrajine Brescia, jedne od najvećih u Italiji, s oko 1.200.000 stanovnika. Za antike zvao se Brixia, i bio je važno regionalno središte još od predrimskog doba. Brescia ima brojne rimske i srednjovjekovne spomenike koji su dobro očuvani, među njima se ističe gradski kaštel. Brescia s okolicom je treća po veličina talijanska industrijska zona, u kojoj je osobito koncentrirana automobilska i strojarska industrija, tu je i sjedište velike tvrtke za proizvodnju oružja Beretta. Grad je i značajan turistički centar zbog obližnjih jezera Lago di Garda i Lago Iseo te Alpi.
Brescia je izgrađena planski još za Rima, s ulicama koje se sijeku pod pravim kutom, tako se nastavilo graditi i kasnije.

## Povijest

### Brescia za antike
Postoje različite mitološke priče o osnutku Bresce, jedna od njih pripisuje osnutak grada Herkulu, dok druga priča osnutak grada vezuje uz Altiliju ( "drugi Ilij") koji su osnovali bjegunci razorene Troje. Postoji i priča da je grad osnovao ligurski kralj Cidnus, koji je provalio u Padsku dolinu za kasnog brončanog doba. Znanstvenici pak misle da su grad osnovali Etruščani.
Nakon provale galskog plemena Cenomani, u 4. stoljeću prije Krista – Brixia je postala njihov glavni grad. Grad su zauzeli Rimljani 225. pr. Kr., tijekom punskih ratova Brixia je obično bila u savezu s Rimljanima. Ali je 202. pr. Kr. je stupila u keltsku konfederaciju protiv Rima, no istovremeno je sklopila tajni ugovor s Rimom, i iznenadno napala svoje keltske saveznike pleme Insubres i uništala ih. Nakon toga Brixia je postala sastavni dio Rima, zadržavši određenu samoupravu. Postala je civitas ( "grad") 89. pr. Kr. a 41. pr. Kr. stanovnici Brixie dobili su rimsko državljanstvo. Car August je u Brixiji osnovao rimsku civilnu koloniju 27. pr. Kr., za potrebe kolonije August je dao izgraditi i akvedukt koji je dovršio Tiberije. Rimska Brixia bila je solidno opremljen grad, imala je najmanje tri hrama, akvedukt, amfiteatar, kupališta te forum s još jednim hramom koji je sagrađen za Vespazijana.
Brixia je 402. godine opustošena za provale Vizigota predvođenih Alarikom I. Tijekom invazije hunske inavazije pod Atilom, grad je ponovno orobljen 452., četrdesetak godina nakon toga, bila je prvi grad koji je zauzeo gotski general Teodorik Veliki u ratu protiv Odoakara.

### Srednji vijek
Negdje oko 568. ili 569. Bresciu su preoteli Langobardi od Bizanta, ona je bila jedno od njihovih središta poluneovisnog vojvodstva. Prvi vojvoda bio je Alachis, koji je umro u 573. Posljednji kralj Langobarda – Erazmo, bio je također vladar Brescie. Karlo Veliki zauzeo je grad 774. godine i uništio Langobardsko Kraljevstvo u sjevernoj Italiji. Nakon njega vlast u gradu preuzima biskup 844. Notingus koji postaje i prvi knez, njegovi sljedbenici nose titulu grof. Od 855. do 875., za vrijeme vladavine Ludovik II. Brescia je de facto, bila glavni grad Svetog Rimskog Carstva. U vremenu nakon toga postupno slabi moć biskupa kao carskih zastupnika, njima su vlast osporavali i žitelji ali i lokalno plemstvo, tako da Brescia postaje slobodna komuna negdje oko početka 12. stoljeća. Vrijeme nakon toga obilježile su stalne borbe za proširenje teritorija komune, prvo na račun bliže okolice a kasnije protiv susjednih gradova komuna, posebice Bergama i Cremone. 
U uzastopnim borbama između lombardijskih gradova i vojvodstava, Brescia je bila vrlo upletena pristupivši nekim savezima, ali i svim ustancima protiv njih. Mirom iz Konstanza (1183. ) okončan je rat s Fridrikom Barbarossom njime je također Bresci priznat status slobodne komune. Podesta Brescie Rambertino Buvalelli 1201. sklopio je mir i ušao u savez s gradovima komunama Cremonom, Bergamom i Mantovom. Nakon pada njemačkih vladara Svetog Rimskog Carstva iz kuće Hohenstaufen, poljuljala se je i vlast republikanskih institucija u gradu, a vlast u gradu postala je predmet borbe između moćnih plemićkih obitelji, posebice Maggi i Brusati (potonji su bili Gibelini) kako to uobičajeno biva vlast je prigrabio treći – Ezzelino da Romano 1258. godine.
Car Svetog Rimskog Carstva Henrik VII. opsjedao je Bresciu 1311. punih šest mjeseci, te izgubio tri četvrtine svoje vojske. Kasnije je veronski dužd Scaliger, pokušao uz pomoć prognanih brescianskih Gibelina osvojiti vlast u Bresci. Građani Brescie obratili su se za pomoć caru Svetog Rimskog Carstva – Ivanu Slijepom, ali je veronski dužd Mastino II. della Scala protjerao carskog podestu. Njega su s vlasti ubrzo skinuli milanski plemići Viscontiji, ali ni nisu dugo vladali. Vlast u Bresci preuzeo je kondotjer Pandolfo III. Malatesta 1406., ali je on vlast nad Bresciom 1416. prodao Filippu Mariu Viscontiju, koji je pak tu istu vlast 1426. prodao Mlečanima. Milanski plemići prisilili su Filippa Viscontia da nastavi borbu protiv Mlečana,  i da tako pokuša povratiti vlast nad gradom, ali je on poražen u Bitci kod Maclodia (1427.), u blizini Brescie.  Bresciu je potom opsjedao Francesco Sforza, mletački kapetan 1439., on je uspio pobijediti Filippovog kondotijera Niccolu Piccinina. Na kraju Bresci nije preostalo ništa drugo nego da prizna vlast Venecije. Mletačka Republika je otada vladala Bresciom s izuzetkom 1512. i 1520. godina, kada je bila okupirana od strane francuske vojske vojvode od Nemoursa.

### Brescia za novog doba
Brescia je imala zapaženu ulogu u povijesti razvoja violine. Mnogi arhivski dokumenti svjedoče da između 1585. – 1595. Brescia bila kolijevka veličanstvenih škola gudača i graditelja gudaćih instrumenata. Već od 1530. pojavljuje se riječ violina u dokumentima iz Brescie te se iz nje širi po gradovima sjeverne Italije.
Cijelo 16. st. i 17. stoljeće Brescia dijeli sudbinu Mletačke Republike sve do 1796., kada je potpala pod vlast Austrije.
Veliku štetu grad je pretrpio 1769. godine kada je grom udario crkvu San Nazaro i zapalio 90.000 kg baruta koji je tamo biopohranjen, snažna eksplozija uništila je šestinu grada i ubila 3.000 ljudi.
Nakon završetka Napoleonove vlasti po Italiji, Brescia je pripojena austrijskoj marionetskoj državi pod nazivom Lombardsko-venetsko Kraljevstvo. Građani Brescie pobunili su se 1848. Njihova desetdnevna pobuna iz ožujka 1849., ima u Italiji veliku slavu, rodoljubni pjesnik Giosuè Carducci nazvao je Bresciu "Leonessa d'Italia" (Talijanska lavica).
Brescia je izašla u svim svjetskim novinama 28. svibnja 1974., poslije eksplozije podmetnute bombe na Piazza della Loggia.

## Gradske znamenitosti
- Piazza della Loggia, lijepi primjer renesansnog trga s loggiom (današnja Gradska vijećnica) izgrađenom 1492. od arhitekta Filippina de Grassija.
- Stara katedrala (Vecchio Duomo), također poznata i kao La Rotonda. To je rustična romanička crkva kružnog tlocrta. Veći dio sagrađen je 11. st. na ostacima ranije bazilike. Odmah pored ulaza nalazi se mramorni sarkofag Berarda Maggija. U katedrali se nalaze vrijedne slike Alessandra Bonvicina (poznatog kao il Moretto), dva platna Girolama Romanina, slike Palma Mlađeg, Francesca Maffeja, Bonvicina, i drugih manje poznatih slikara.[1]
- Nova katedrala (Duomo Nuovo) Izgradnja nove katedrale započeta je 1604. i tekla je sve do 1825. Isprva je projekt i gradnju vodio Palladio ali kako je počelo nedostajati novaca gradnju je dovršio mladi brescianski arhitekt Giovanni Battista Lantana, s dekoracijama koje je izveo većinom Pietro Maria Bagnadore. Pročelje je izvedeno po nacrtima Giovannija Battiste i Antonija Marchettija, kupola je djelo Luigija Cagnole. Freske u unutrašnjosti izveo je Bonvicino.[2]
- Broletto, nekoć zgrada pokrajinske uprave, to je masivna zgrada iz 12. st. i 13. stoljeća s dva visoka tornja.
- Na Piazza del Foro nalazi se niz najvrijednijih rimskih spomenika u Lombardiji. Među njima ističe se Hram na Kapitolu, kojeg je sagradio car Vespazijan 73. godine.
- Bazilika San Salvatore (ili Santa Giulia), podignuta još za vrijeme Langobarda, ali je tijekom stoljeća više puta renovirana. To je jedan od najboljih primjera srednjovjekovne arhitekture u sjevernoj Italiji.
- crkva Santa Maria dei Miracoli (1488. – 1523.), s lijepim pročeljem, rad Giovannija Antonija Amadea
- Gradski kaštel, na brijegu u sjeveroistočnom dijelu grada, s njega se pruža sjajan pogled na grad i okolicu.
- Galerija slika Pinacoteca Tosio Martinengo, posjeduje brojna vrijedna djela brescianske slikarske škole; Romanino, Bonvicino i Bonvicinovog učenika Giovannija Battiste Moronija.

Godine 2011. UNESCO je na popis mjesta svjetske baštine u Europi upisao sedam mjesta moći koja svjedoče o glavnoj ulozi Langobarda u duhovnom i kulturnom razvoju srednjovjekovnog europskog kršćanstva, pogotovo potičući razvoj monaštva. U Bresciji to je kompleks crkve Svetog Spasitelja (San Salvatore, slika desno), osnovane 753. god. kao crkva samostana i kasnije posvećenog sv. Juliji (Santa Giulia) koji je dovršen tek 1599. god.
Brescia je grad brojnih javnih fontana i ima ih sedamdeset dvije. Pored grada nalazi se kamenolom Mazzano (20 km istočno od Bresci), mramorom iz Mazzana podignut je Spomenik Vittoriju Emanuelu II. u Rimu.

## Poznati sugrađani
- Rotari, langobardski kralj (636. – 652.)
- Rodoald,  langobardski kralj (652. – 653.)
- Ludovik II., car Svetog Rimskog Carstva (825. – 1875.), Franački car i kralj Italije
- sv. Angela Merici, osnivačica Uršulinki ženskog redovničkog reda u Bresci 1535.
- Niccolo Fontana Tartaglia, mletački matematičar iz 16. st.
- Gasparo da Salò (1540. – 1609.), graditelj violina
- Benedetto Castelli, matematičar i pionir hidraulike, s početka 17. st.
- Francesco Lana de Terzi (1631. – 1687.), talijanski fizičar, isusovac pionir ideje o zračnoj lađi, koja bi plivala po zraku pomoću balona, izrađenih od tankih bakarnih listova.
- Camillo Golgi (1843. – 1926.), talijanski liječnik i znanstvenik, patolog, dobitnik Nobeleove nagrade za fiziologiju ili medicinu 1906.
- Giuseppe Zanardelli, (1826. – 1903.), pravnik i političar, premijer Kraljevine Italije (1901. – 1903.)
- Giovanni Battista Montini (1897. – 1978.), poznatiji kao papa Pavao VI. (1963. – 1978.).
- Giacomo Agostini (1942. – ), višestruki svjetski prvak u motociklizmu (1964. – 1977.)
- Andrea Pirlo (1979. – ), nogometaš
- Daniela Merighetti, alpska skijašica

## Gradovi prijatelji
- Darmstadt, Njemačka
- Logroño, Španjolska
- Toluca, Meksiko
- Šenžen, Kina

## Sport
- Basket Brescia Leonessa je košarkaški klub iz Brescije.
- Brescia Calcio je nogometni klub iz Brescije.

## Vanjske poveznice
- Sveučilište Brescia Službene stranice
- Katoličko sveučilište Brescia
- Novosti iz Brescie  Arhivirana inačica izvorne stranice od 24. siječnja 2021. (Wayback Machine)